# Acalyptris lotella
Acalyptris lotella là một loài bướm đêm thuộc họ Nepticulidae. Nó được tìm thấy ở California.
Ấu trùng ăn gốc loài Lotus scoparius.